# Neopamera bilobata
Neopamera bilobata är en insektsart som först beskrevs av Thomas Say 1832.  Neopamera bilobata ingår i släktet Neopamera och familjen Rhyparochromidae.

## Underarter
Arten delas in i följande underarter:
- N. b. bilobata
- N. b. scutellata